# Commanderie de Crilly
La commanderie de Crilly ou commanderie de Clivy est une commanderie hospitalière de l'ordre de Saint-Jean de Jérusalem, implantée dans le bourg d'Ambonnay dans le département de la Marne, en région Champagne-Ardenne.

## Situation
La commanderie de Crilly est située sur la route reliant Ambonnay à Vaudemange, dans ce qui était au moyen âge le comté de Champagne.
Elle est implantée à proximité d'une source provenant de la montagne de Trépail et qui a alimenté en eau le village d'Ambonnay de 1855 à 1976.

## Histoire

### Fondation
L'acte de fondation de cette commanderie est inconnu mais elle a probablement été fondée à la fin du 12e siècle ou au début du 13e siècle. Elle est mentionnée dans une charte de 1248 par des chanoines de Reims.

### Destruction
La commanderie est tellement ravagée lors de la guerre de Cent Ans qu'elle est supprimée et ses biens sont réunis à ceux de la commanderie de Reims.
En 1495, les bâtiments et la chapelle, dédiée à Saint Jean-Baptiste, sont en mauvais état et les terres ne rapportent qu'un faible revenu et la situation s'aggrave encore au siècle suivant.
La chapelle, entourée d'un cimetière, et les derniers bâtiments sont démolis en 1820 pour céder la place à un corps de ferme, lui même démoli en 1840. Une croix est alors érigée à l'emplacement de l'ancienne chapelle avec comme inscription commémorative :

« Cette croix a été érigée en ce lieu nommé Crilly, autrefois Commanderie du Temple
, et depuis Commanderie de Saint-Jean de Jérusalem, en mémoire d'une chapelle dédiée à la Décollation de saint Jean-Baptiste, détruite en 1820 avec le cimetière qui y était joint. La piété du propriétaire n'a pas voulu qu'un lieu autrefois consacré par le sacrifice du corps et du sang de N.S.J.-C. demeurât privé de tout honneur religieux, et y a fait élever le signe sacré de notre Rédemption. MDCCCXL, 4 février. »

L’inscription est disparue depuis mais la croix serait toujours présente.